# Struthio oldawayi
Struthio oldawayi je izumrla prapovijesna ptica neletačica iz roda nojeva, reda nojevki. Ovaj noj živio je u ranom pleistocenu. Njegovi fosili nađeni su u Tanzaniji. Zbog toga što mu se poznaju samo fosili, ne zna se puno o njemu. Mnogi autori smatraju da je Struthio oldawayi vjerojatno bio podvrsta jedinog danas živućeg predstavnika njegovog roda, noja.